# Joop Lücker

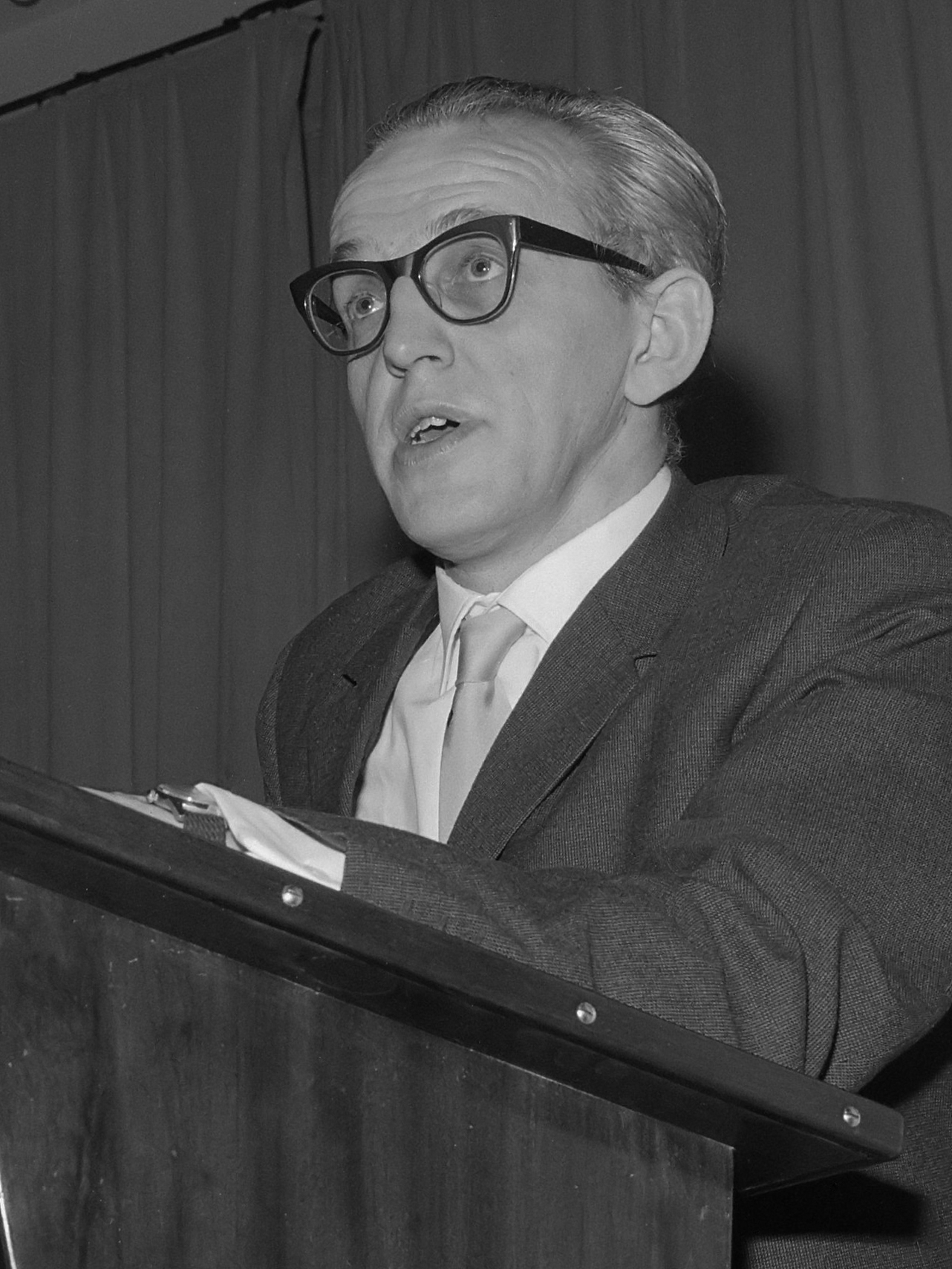
Joop Lücker (1962)

Joseph Maria (Joop) Lücker  (Nijmegen, 9 augustus 1914 – Los Angeles, 17 mei 1980) was een Nederlandse journalist. Hij was van 1945 tot 1964 de eerste hoofdredacteur van het dagblad de Volkskrant na de Tweede Wereldoorlog.

## Begin van zijn loopbaan
Lücker studeerde van 1933 tot 1936 journalistiek aan de Universiteit van Londen. Daarna werkte hij bij verschillende Engelse kranten en werd vervolgens buitenlands correspondent van het Algemeen Handelsblad en de Nieuwe Rotterdamsche Courant. In 1938 stapte hij over naar De Telegraaf waar hij in 1940 kunstredacteur werd. In 1944 nam hij daar ontslag onder meer wegens de toenemende druk van de NSB.
Vrij snel daarna raakte hij betrokken bij plannen om de in oktober 1941 opgeheven de Volkskrant, eigendom van de Katholieke Arbeidersbeweging, na de bevrijding te laten terugkeren. De krant, die voorheen in Utrecht verscheen met een oplage van ruim twintigduizend, zou vanuit Amsterdam moeten uitgroeien tot een groot ochtendblad. In januari 1945 werd Lücker algemeen hoofdredacteur. Naast hem werd Carl Romme, later in de Tweede Kamer jarenlang fractieleider van de Katholieke Volkspartij (KVP), benoemd tot staatkundig hoofdredacteur.

## Verdiensten voor de Volkskrant
In de eerste jaren na de oorlog ontwikkelde de Volkskrant zich tot een van de belangrijkste landelijke dagbladen in Nederland. Onder leiding van Lücker steeg de oplage tot 109.000 exemplaren. Hoewel de Katholieke Arbeidersbeweging nog de eigenaar van de krant was richtte de redactie zich op brede lezersgroepen in katholieke kring.
Binnenshuis op redactie wist Lücker in eerste instantie een goede werksfeer te creëren. Nieuwe medewerkers onder zijn leiding waren Bertus Aafjes en parlementair journalist Henry Faas. Godfried Bomans begon als columnist, terwijl hij eerder de strip Pa Pinkelman had geschreven (tekeningen: Carol Voges). Lücker was zelf een liefhebber van strips, en trok daarom de nieuwste Tom Poes-strips van Marten Toonder aan, die daarvoor in De Telegraaf was verschenen. Ook politieke cartoonist Opland werd gestrikt. Lückers stijl van leidinggeven was echter veeleisend, autoritair en autarkisch. Zelf schreef Lücker in de krant onder het pseudoniem 'Tinnegieter'.
Ook in deze periode speelde Lücker informatie door over vermeende sympathisanten van (extreem)links aan de Binnenlandse Veiligheidsdienst.
Een sfeer van verandering en de daarbij behorende fricties leidden in 1964 tot het ontslag van Lücker. Economisch redacteur Jan van der Pluijm nam de leiding over. Vanaf die tijd kreeg de Volkskrant steeds meer een uitgesproken progressief karakter en trok het dagblad vooral jonge lezers aan. De krant engageerde zich met de vernieuwingsbeweging en haar journalistiek werd vrijer. De krant bereikte in 1970 meer dan tweehonderdduizend abonnees.
Ofschoon de Volkskrant vooral na Lückers vertrek zijn grote groei behaalde, was hij het toch die de basis voor deze opgang had gelegd.

## Na de Volkskrant
Na zijn vertrek bij de Volkskrant was Lücker hoofdredacteur van De Tijd, totdat dit blad in 1974 werd omgevormd tot een weekblad. Vervolgens had hij een eigen persagentschap dat onder andere strips en cartoons leverde aan dagbladen. In 1980 overleed Lücker tijdens een reis door de Verenigde Staten aan een hartaanval.
Vanwege zijn grote anglofilie was Lücker een van de zeer weinige Nederlanders die bij zijn dood werd herdacht in de Londense krant The Times.